# Urophycis
Las lochas y merluzas barbonas son las especies del género Urophycis, peces marinos de la familia de los fícidos, distribuidos por la costa oeste del océano Atlántico y el mar Caribe.

## Anatomía
Como el resto de la familia: dos aletas dorsales y una aleta anal, nunca conectadas con la aleta caudal, las aletas pélvicas tienen dos radios muy alargados, en algunas especies el primer radio de la dorsal también muy alargado.

## Biología
Son especies bentopelágicas marinas, viven durante el día sobre el lecho marino y se alimentan por la noche.

## Especies
Existen 8 especies válidas dentro de este género, que son:
- - Urophycis brasiliensis (Kaup, 1858) - Brótola brasileña.
  - Urophycis chuss (Walbaum, 1792) - Locha roja.
  - Urophycis cirrata (Goode y Bean, 1896) - Locha de fondo, Brótola (en Argentina y Uruguay) o Merluza barbona del Golfo (en México).
  - Urophycis earllii (Bean, 1880)
  - Urophycis floridana (Bean y Dresel, 1884) - Locha de Florida o Merluza barbona floridana (en México).
  - Urophycis mystacea (Miranda Ribeiro, 1903)
  - Urophycis regia (Walbaum, 1792) - Locha regia o Merluza barbona reina (en México).
  - Urophycis tenuis (Mitchill, 1814) - Locha blanca.